# Veryan
Veryan, chiamato anche come St Veryan (in lingua cornica: Elerghi), è un villaggio con status di parrocchia civile della costa sud-occidentale della Cornovaglia (Inghilterra sud-occidentale), facente parte del distretto di Carrick e situato nella penisola di Roseland, di fronte al Canale della Manica.

## Etimologia
Il toponimo Veryan deriva dalla contrazione del nome di un martire francese, Symphorian, a cui era stata dedicata una chiesa in loco.

## Geografia fisica

### Collocazione
Il villaggio di Veryan si trova nella parte orientale della penisola di Roseland, poco a sud del villaggio di Ruan High Lanes. È inoltre situato a nord-est di Portscatho e St Mawes, a sud-ovest di Mevagissey e St Austell e a circa 23 km a sud-ovest di Truro.

### Villaggi della parrocchia civile di Veryan[1]
- Veryan Churchtown
- Veryan Green
- Portloe
- Trewartha
- Treviskey
- Carne
- Camels

## Luoghi ed edifici d'interesse
Gli edifici più famosi di Veryan sono probabilmente le cinque case circolari dal tetto di paglia, in particolare le due situate all'ingresso della cittadina. Questi edifici risalgono al XIX secolo e furono fatti costruire dal reverendo Jeremiah Trist.: si suppone che fossero un modo per riparare la località dall'ingresso del diavolo e degli spiriti maligni.
|  |

Altro luogo d'interesse, situato poco fuori della cittadina, è il sito preistorico di Carne Beacon, uno dei tumuli risalenti all'Età del Bronzo più grandi tra quelli rinvenuti in Inghilterra. Secondo la leggenda, sarebbe il luogo di sepoltura del gigante Geraint.